# Львівський державний авіаційно-ремонтний завод
Львівський Державний авіаційно-ремонтний завод (скорочено — «ЛДАРЗ») — одне з найпотужніших підприємств Міністерства оборони України, яке спеціалізується в галузі ремонту авіаційної техніки військового призначення. Заснований 15 жовтня 1939 року у місті Львові. Спеціалізація заводу — легкі фронтові винищувачі та винищувачі — бомбардувальники типу «МіГ». На сьогодні заводом опановано ремонт літаків МіГ-21, МіГ-23, МіГ-27 всіх модифікацій та МіГ-29.

## Історія
15 жовтня 1939 року, у Львові, на базі колишніх ангарів 6-ї ремонтної бази ВПС Речі Посполитої, були створені авіаційні майстерні з умовним позначенням «133 стаціонарні авіаційні майстерні (САМ)», головне призначення яких було виконувати відновлюючий ремонт авіаційної техніки, що експлуатувалась у західному регіоні Радянського Союзу.
До 1953 року «133 САМ» виконували ремонт авіаційної техніки, яка знаходилась на озброєнні Червоної Армії:
- винищувач І-15
- винищувач І-153
- винищувач І-16
- навчальний літак У-2 (ПО-2)
- швидкісний бомбардувальник СБ-2
- важкий бомбардувальник ТБ-3
- військово-транспортний літак Лі-2.
- винищувач МіГ-3
- винищувач ЛаГГ-3
- винищувач Ла-5
- винищувач Ла-9
- винищувач Як-3
- винищувач Як-7
- винищувач Як-9
- штурмовик Іл-10
- пікіруючий бомбардувальник Ту-2
- бомбардувальник А-20 «Бостон».

На початку Другої Світової Війни «133 САМ» увійшли до складу Південно-західного фронту. За роки війни «133 САМ» відремонтували й передали в діючу армію 1287 літаків різних типів, 2820 авіаційних моторів, велику кількість приладів авіаційного озброєння, радіо- та спеціального обладнання. Протягом 1944–1945 років «133 САМ» зібрали з комплектуючих, отриманих від серійних авіаційних заводів, 800 нових бойових літаків ІЛ-10. 
У вересні 1946 року «133 стаціонарні авіаційні майстерні» (САМ) були перейменовані на «272-у авіаційну ремонтну базу» (АРБ).
15 травня 1947 року «272 АРБ» була перейменована на «352-у АРБ». У 1953 році закінчився перший етап діяльності підприємства — ремонт літаків першого покоління (поршнева авіація), протягом якого було опановано ремонт 16-ти типів літаків.
1 жовтня 1953 року «352 АРБ» отримала статус авіаційно — ремонтного заводу.
З 1953 року на заводі починається ера ремонту реактивних літаків. Визначилась авіаційна спеціалізація заводу — легкі фронтові винищувачі та винищувачі — бомбардувальники типу «МіГ». Реактивним «первістком» заводу став літак МіГ-15. 
Із 1953 по 1979 роки завод ремонтував літаки другого покоління:
- винищувач МіГ-15
- винищувач МіГ-17
- винищувач МіГ-21

усіх модифікацій.
З 1979 року завод почав ремонтувати літаки третього покоління: МіГ-23 та МіГ-27 усіх модифікацій.
Упродовж 1983—1989 років на заводі здійснювали переобладнання літаків МіГ-27 у літаки МіГ-27Д.
У 1989 році на заводі було відремонтовано десятитисячний реактивний літак. 
У 1992 році почалось освоєння ремонту літаків четвертого покоління — літак МіГ-29 різних модифікацій.
У тому ж році було одержано статус Державного підприємства Міністерства оборони України Львівський Державний авіаційно-ремонтний завод «ЛДАРЗ».
18 березня 2022 року під час російського вторгнення в Україну чотири крилаті ракети влучили у завод. За словами мера Львова Андрія Садового, у результаті удару його будівлі знищено. Активну роботу заводу було завчасно зупинено. Жертв немає, є один поранений.

## Сьогодення
На сьогоднішній момент підприємство виконує:
- ремонт літаків МіГ-21, МіГ-23, МіГ-27 та МіГ-29, їх агрегатів та обладнання, включаючи весь комплекс робіт по відновленню міжремонтного ресурсу та терміну служби;
- ремонт агрегатів та систем планера літака;
- розробка та постачання технологічної документації для освоєння ремонту агрегатів та систем планера літака;
- виготовлення та постачання нестандартного технологічного обладнання, розробленого спеціалістами підприємства для ремонту авіаційної техніки.